# Никола Новаковић
Никола Лонго Новаковић (Книн, 22. септембар 1875 – Книн, 1953) био је политичар и љекар.

## Биографија
Новаковићи су били угледна свештеничка породица. Гимназију завршава у Задру а студије медицине и докторат стиче у Бечу. По повратку са студија радио је као приватни љекар у Книну. У Првом балканском рату био је љекар-добровољац у војсци Краљевина Црна ГораКраљевине Црне Горе. У Првом свјетском рату био је љекар у аустроугарској војсци. Прво је био члан Народне радикалне странке а касније након сукоба са Љубомиром Јовановићем члан Југословенске радикалне заједнице. Биран је за народног посланика 1923, 1925, 1935. и 1938. У влади Милана Стојадиновића обављао је функцију министра без портфеља (4. октобар 1937 – 5. фебруар 1939).
Након капитулације војске КЈ са Бошком Десницом предводио је делегацију Срба из Далмације са молбом да Италија окупира дјелове Далмације настањене Србима, због чега одлази и у Рим.
Био је један од организатора ројалистичких снага у сјеверној Далмацији. Највећи дио рата проводи у Задру. Повлачи се из политике 1944. након што комунистичке снаге преузимају примат.
По завршетку Другог свјетског рата вратио се у родни град.
Брат је политичара Душана Новаковића.